# László Fábián
Pour l’article homonyme, voir László Fábián (canoë-kayak).
László Fábián (né le 18 février 1963 à Budapest) est un escrimeur et pentathlonien hongrois. Il participe aux Jeux olympiques d'été de 1988 où il remporte la médaille d'or par équipe. Il est également six fois champion du monde (1987, 1989, 1991, 1993, 1994) à la fois en individuel, dans les épreuves par équipe et en relais par équipe.

## Palmarès

### Jeux olympiques
- Jeux olympiques de 1988 à Séoul,  Corée du Sud
  -  Médaille d'or dans l'épreuve par équipe[1].

### Championnats du monde
- Championnats du monde de pentathlon moderne 1983
  -  Médaille d'argent dans l'épreuve par équipe.
- Championnats du monde de pentathlon moderne 1985
  -  Médaille d'argent dans l'épreuve par équipe.
- Championnats du monde de pentathlon moderne 1986
  -  Médaille d'argent dans l'épreuve par équipe.
- Championnats du monde de pentathlon moderne 1987
  -  Médaille d'or dans l'épreuve par équipe.
  -  Médaille de bronze dans l'épreuve individuelle.
- Championnats du monde de pentathlon moderne 1989
  -  Médaille d'or dans l'épreuve par équipe.
  -  Médaille d'or dans l'épreuve individuelle.
- Championnats du monde de pentathlon moderne 1990
  -  Médaille d'argent dans l'épreuve du relais par équipe.
- Championnats du monde de pentathlon moderne 1991
  -  Médaille d'or dans l'épreuve du relais par équipe.
  -  Médaille de bronze dans l'épreuve par équipe.
- Championnats du monde de pentathlon moderne 1993
  -  Médaille d'or dans l'épreuve du relais par équipe.
  -  Médaille d'argent dans l'épreuve individuelle.
- Championnats du monde de pentathlon moderne 1994
  -  Médaille d'or dans l'épreuve du relais par équipe.